# 30043 Lisamichaels
30043 Lisamichaels è un asteroide della fascia principale. Scoperto nel 2000, presenta un'orbita caratterizzata da un semiasse maggiore pari a 2,4013398 UA e da un'eccentricità di 0,1745048, inclinata di 1,83462° rispetto all'eclittica.